# Chunyun

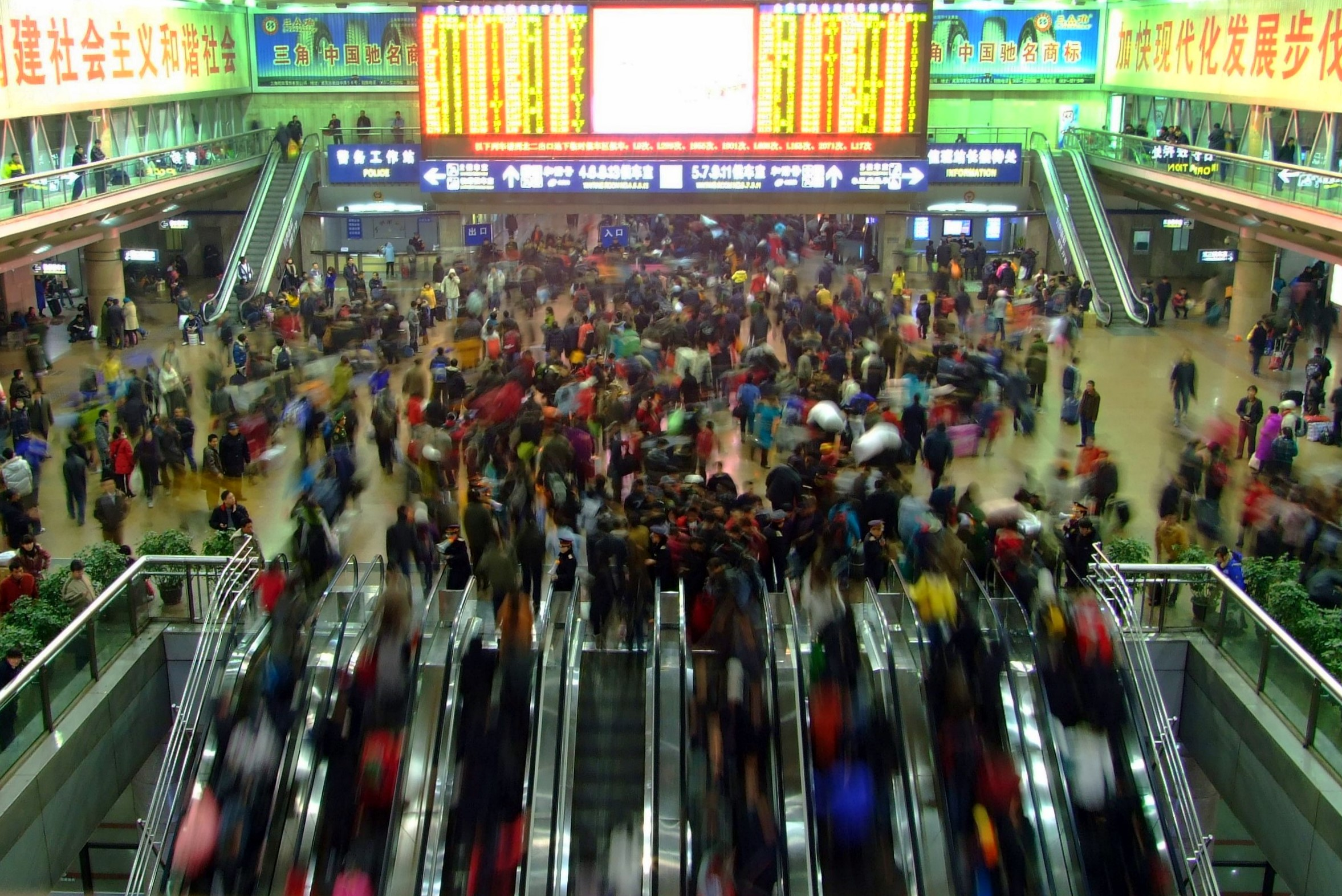
Bahnhof Peking West während des Chunyun 2009.

Als Chunyun (chinesisch 春運 / 春运, Pinyin Chūnyùn – „Reiseverkehr zum Frühlingsfest, besser Reisewelle zum Frühlingsfest“) wird das erhöhte Verkehrsaufkommen in der Volksrepublik China aufgrund des chinesischen Neujahrsfests bezeichnet. Die Zeitspanne des Chunyun beträgt 40 Tage und beginnt im Januar oder Februar. Zahlreiche Chinesen, die aufgrund der besseren Erwerbsmöglichkeiten in die urbanisierten Zentren im Osten des Landes gezogen sind, kehren während des Chunyun in die ländlichen Regionen im Westen zurück, um das Neujahrsfest gemeinsam mit ihren Familien zu feiern. Gleichzeitig nutzen Studenten der chinesischen Universitäten ihre Ferienzeit, um durch das Land zu reisen. Für 2015 gingen Schätzungen von 3,7 Milliarden Reisen aus, davon 2,8 Milliarden mit öffentlichen Verkehrsmitteln. Die Bevölkerung der Volksrepublik China lag 2015 zum Vergleich bei 1,37 Milliarden Menschen. Chunyun wird daher oft als die größte jährlich wiederkehrende Migrationsbewegung der Welt bezeichnet.

## Geschichte

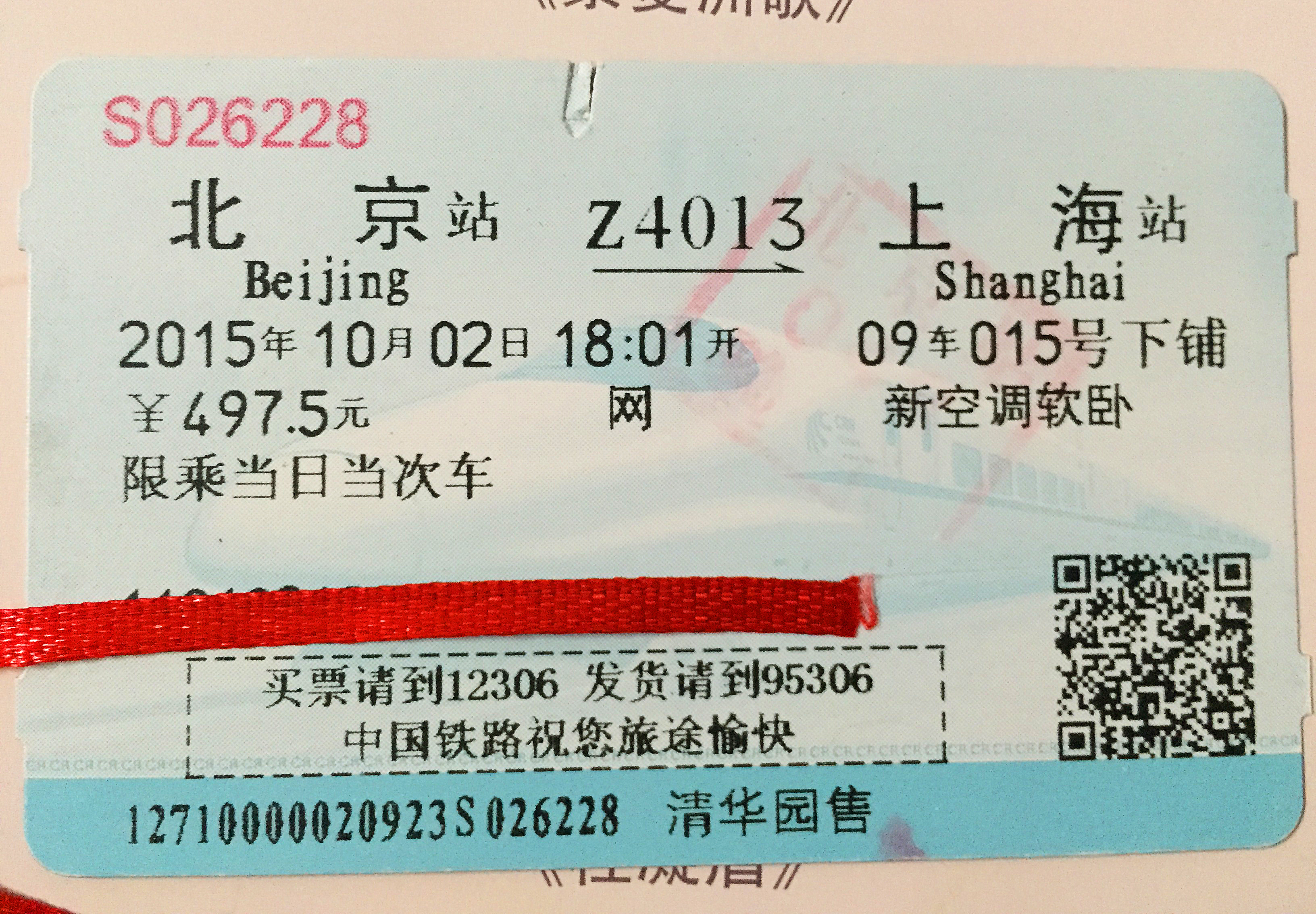
Personalisierte Fahrkarte mit QR-Code aus dem Jahr 2015.

In den 1970er-Jahren erlebte die chinesische Wirtschaft den Beginn eines Wachstumszeitraums, der besonders die im Osten gelegenen Städte wie Peking und Shanghai sowie die im Süden gelegenen Städte wie Shenzhen, Guangzhou und Dongguan betraf. Arbeiter aus den ländlich geprägten Provinzen im Westen des Landes brachen in diese Städte auf, um von den besseren Verdienstmöglichkeiten zu profitieren. Die Reisen erfolgten hauptsächlich mit der staatlichen chinesischen Eisenbahngesellschaft, die in den 1970er-Jahren noch 70 % des gesamten jährlichen Personenverkehrsaufkommens trug. Zu dieser Zeit waren die Reisezugwagen, die meist rund 120 Sitzplätze haben, mit bis zu 250 Menschen und deren Reisegepäck gefüllt. Auf einer 15-stündigen Fahrt gelang es nicht selten, Verspätungen von 30 Stunden aufzubauen. In den Folgejahren stieg der Anteil des Straßenverkehrs während des Chunyun, heute wird mehr als die Hälfte des Verkehrs über die Straße abgewickelt.
Seit dem Jahr 2000 spielt der chinesische Binnentourismus eine steigende Rolle. So verdoppelte sich die Zahl der Bahnreisen zwischen 2003 und 2014. Im Jahr 2010 sorgte Binnentourismus für 1,61 Milliarden Reisen während des Chunyun.

## Auswirkungen auf den Verkehr
Für die Verkehrsinfrastruktur Chinas bringt die Zeit des Chunyun die verkehrsreichsten Tage des Jahres mit sich. Der Luftverkehr ist vergleichsweise kaum betroffen, da er für die meisten Chinesen nicht erschwinglich ist. Busunternehmen bieten zusätzliche Fahrten an, die Eisenbahngesellschaft stellt Sonderzüge. Auf den Ost-West-Verbindungsstraßen bilden sich lange Staus.
Vor dem Neujahrsfest liegt die Lastrichtung von Ost nach West, nach dem in der Mitte des Chunyun liegenden Feiertag kehrt sie sich um. Der Tourismus konzentriert sich auf den Zeitraum nach dem Neujahrsfest, sodass in der zweiten Hälfte des Chunyun die höchsten Fahrgastzahlen erreicht werden. Auf dem Weg in die westlichen Provinzen mit öffentlichen Verkehrsmitteln stellen zentral im Landesinneren gelegene Städte wie Zhengzhou oder Xi’an wichtige Knotenpunkte für Umsteiger dar. Das jährliche Passagiervolumen des Eisenbahnknotens Zhengzhou liegt im landesweiten Vergleich auf dem zweiten Platz, obwohl Zhengzhou nicht zu den zehn größten Städten Chinas gehört.
Die Zahl der verfügbaren Bahnfahrkarten reicht oft nicht aus, um die Nachfrage zu befriedigen. In der Vergangenheit gab es daher einen ausgeprägten Handel mit Fahrkarten zu überhöhten Preisen auf dem Schwarzmarkt, der durch Korruption innerhalb der Bahngesellschaft bedient wurde. So wurde Zhixiang Liu, der Bruder des damaligen Präsidenten des Eisenbahnministeriums Zhijun Liu, 2005 überführt, Fahrscheine im Wert von 36 Millionen Yuan illegal weiterverkauft zu haben. Zhijun Liu selbst wurde 2011 ebenfalls der Korruption überführt und vom Amt entbunden. In der Folge wurden ab dem Chunyun 2010 personalisierte, nicht übertragbare Fahrkarten eingeführt; beim Einstieg in einen Zug finden Ausweiskontrollen statt. Um dem hohen Andrang an Bahnhöfen nachzukommen, wurden zum Chunyun provisorische Schalter aufgestellt. Mittlerweile reservieren die meisten Chinesen ihre Fahrkarte jedoch über das Internet. Online-Buchung ist seit Januar 2010 möglich, seit Dezember 2013 auch per Mobile App.

## Taiwan
Im Westen Taiwans dominieren vor dem Mondneujahrsfest Fernverkehrsbewegungen Richtung Süden. Dabei handelt es sich größtenteils um Personen aus den urbanen Regionen im Norden Taiwans, die unterwegs in ihre Heimatstädte im ländlicheren Süden waren. Hingegen gestaltet sich der Verkehr im Osten Taiwans sowie zwischen Taiwan und seinen vorgelagerten Inseln aufgrund ungenügend ausgebauter Infrastruktur weniger komfortabel.
Flugverbindungen zwischen Taiwan und dem chinesischen Festland wurden im Rahmen der sogenannten Three Links-Initiative eingerichtet. Diese Maßnahmen zwischen Festlandchina und der Insel Taiwan dienen insbesondere taiwanesischen Geschäftsleuten, die zum traditionellen Neujahrsfest nach Taiwan zurückkehren, um mit ihren Familienangehörigen zu feiern.
Am zweiten und dritten Tag des Mondneujahrsfestes ist eine zweite Welle von Reisen mittlerer Entfernung zu beobachten, wenn Familien nach dem traditionellen Brauch zum Neujahrsfest die Heimatstädte der Ehefrauen besuchen. Gegen Ende der Feiertage kommt es zu einer Rückreisewelle in den Nordregionen Taiwans, die allerdings weniger konzentriert ist als die anfänglichen Reisewelle Richtung Süden.
Statistische Daten aus dem Jahr 2012 zeigen das immense Verkehrsaufkommen während dieser Zeit: Am zweiten Tag des Neujahrsfestes waren schätzungsweise 3 Millionen Autos auf den Autobahnen Taiwans unterwegs. Am achten Tag, dem Freitag der Feiertagswoche, wurden rund 2,7 Millionen Fahrzeuge gezählt – das entspricht etwa dem 1,7-fachen des durchschnittlichen täglichen Verkehrsaufkommens von circa 1,6 Millionen Fahrzeugen.

## Galerie

Chunyun – 春运 – Reisewelle zum Frühlingsfest in China
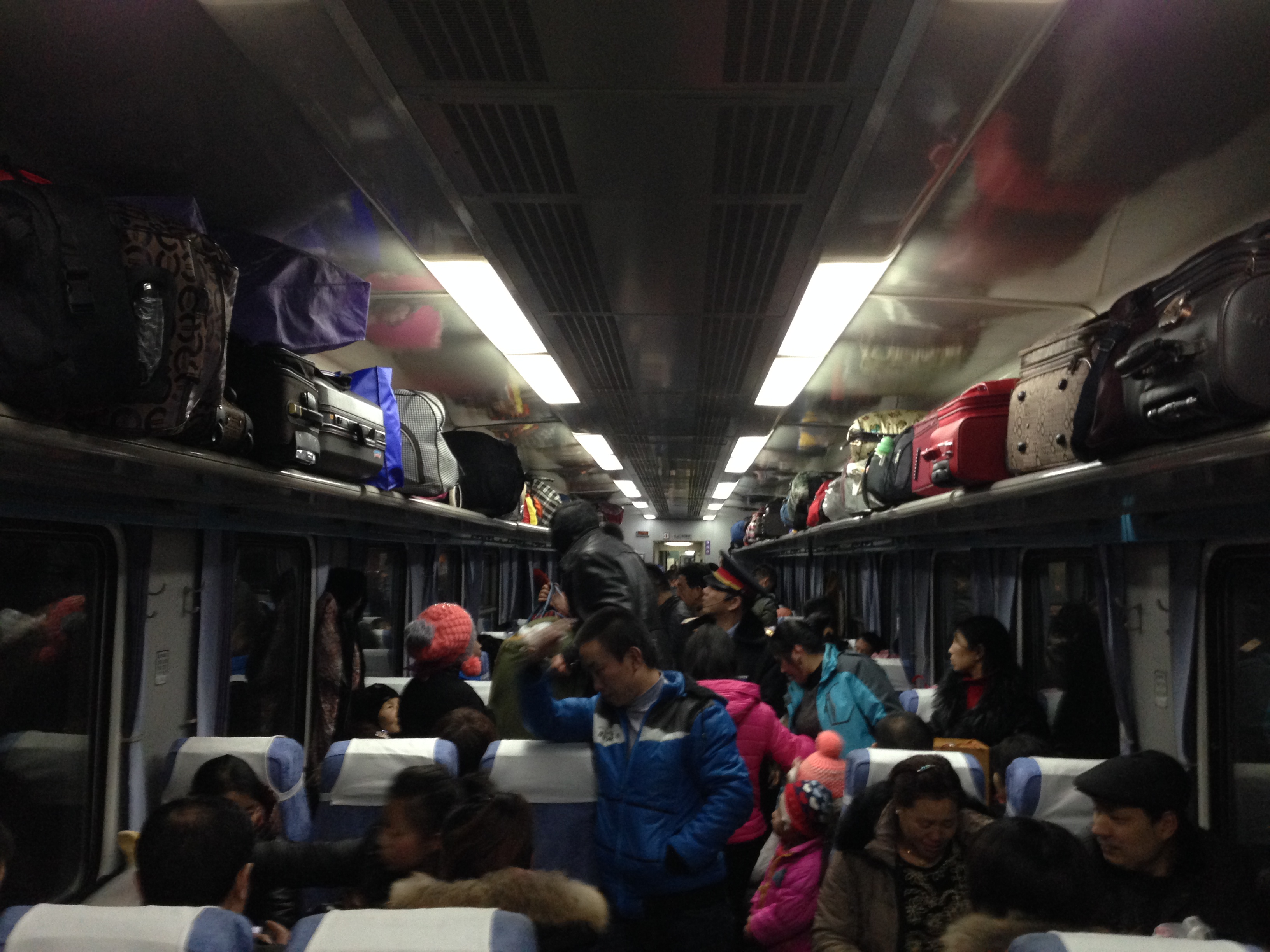
Reisezugwagen während des Chunyun 2014.
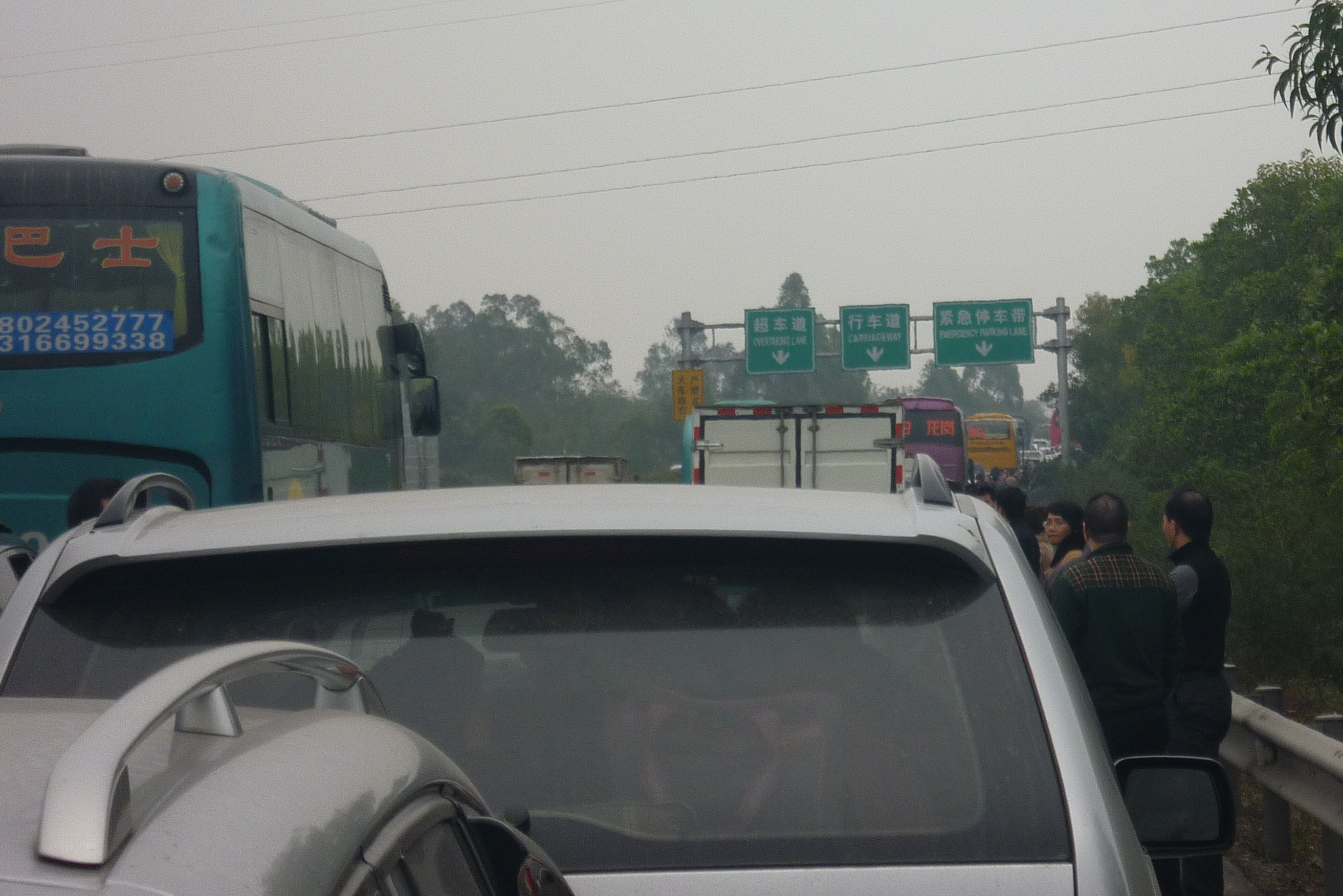
Stau auf der Autobahn G15 – Insassen auf der Fahrbahn.
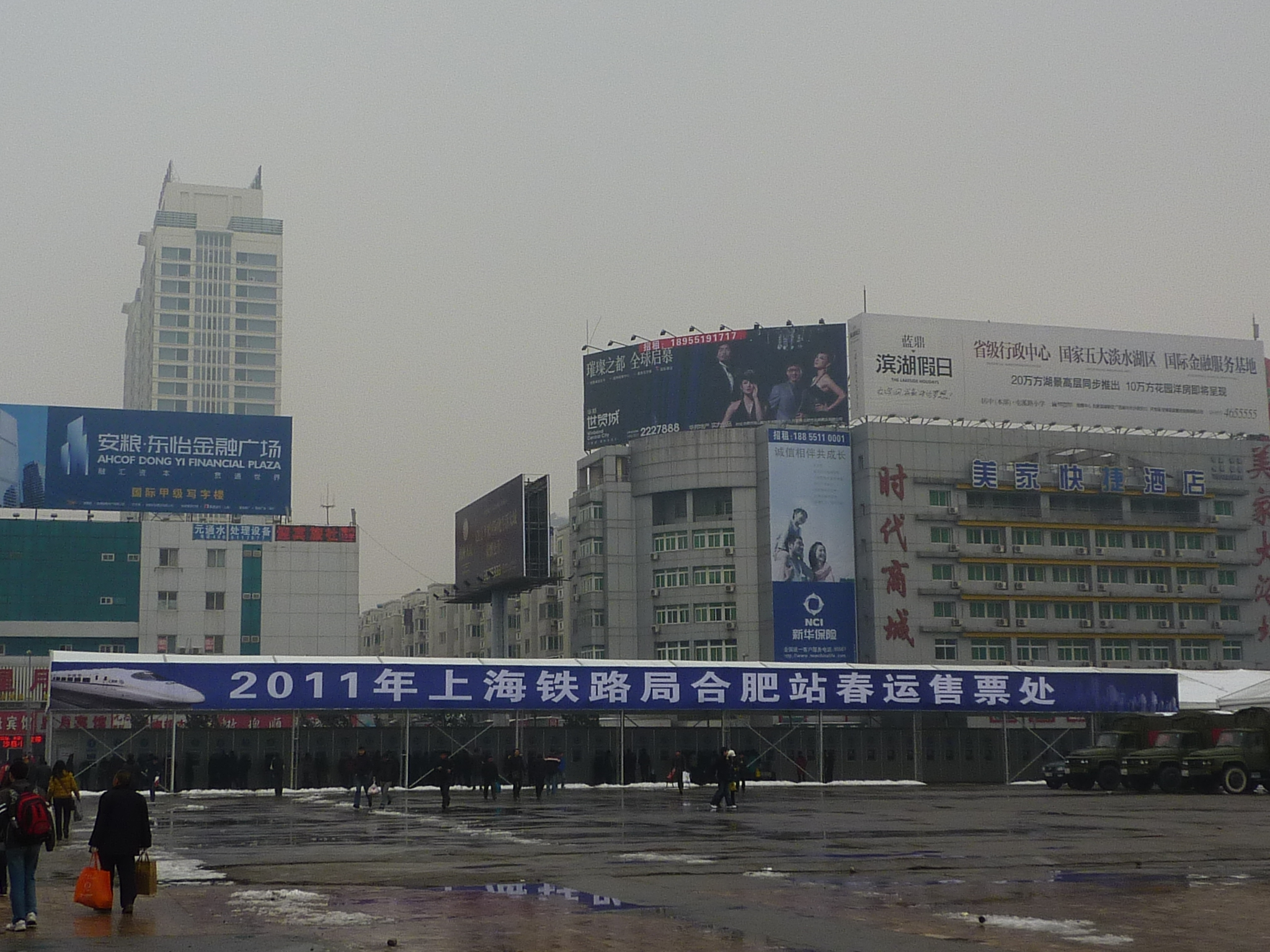
Temporäre Fahrkartenschalter am Bahnhof Hefei, 2011.
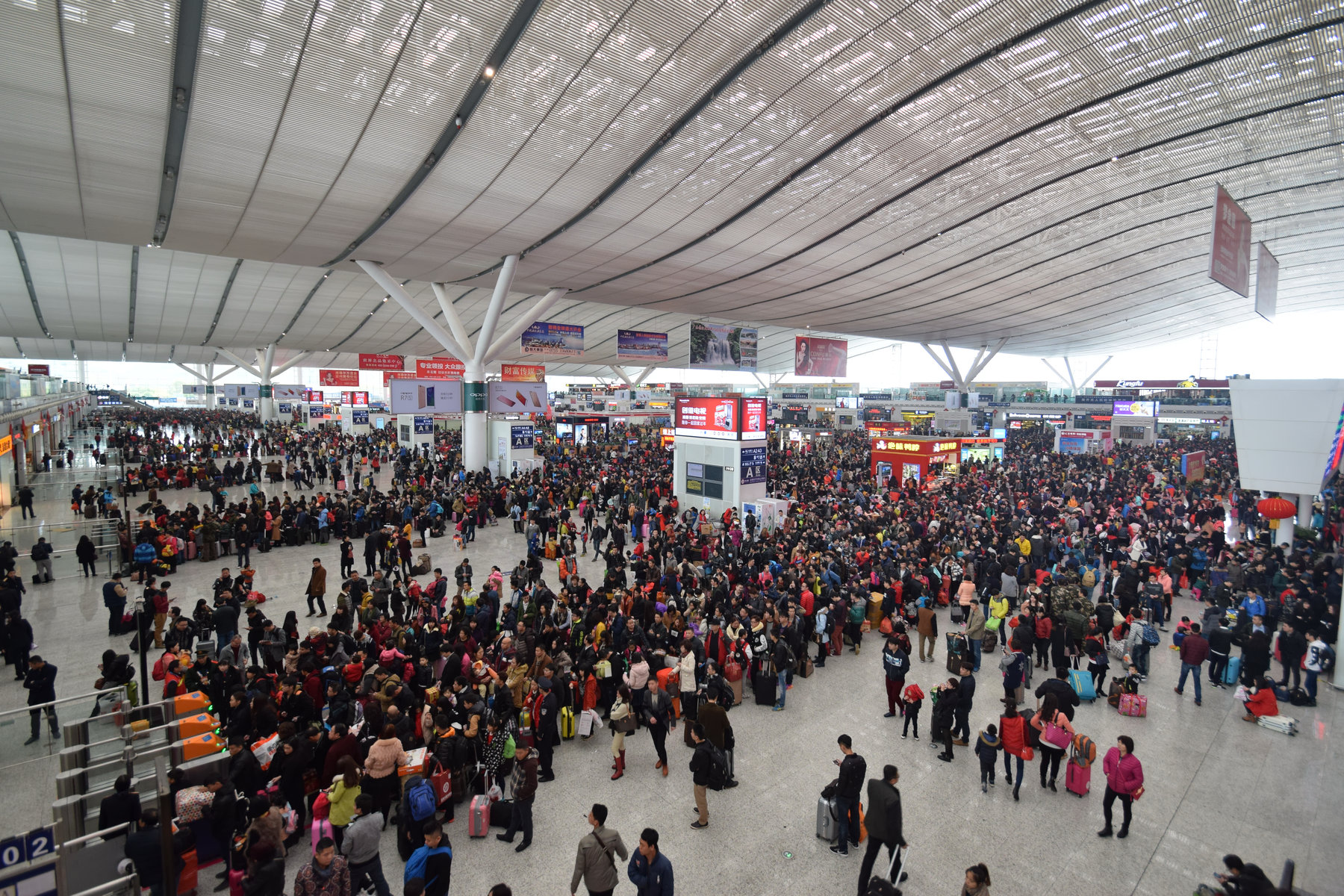
Menschenmasse – Bahnhof Shenzhen Nord, Chunyun 2016.
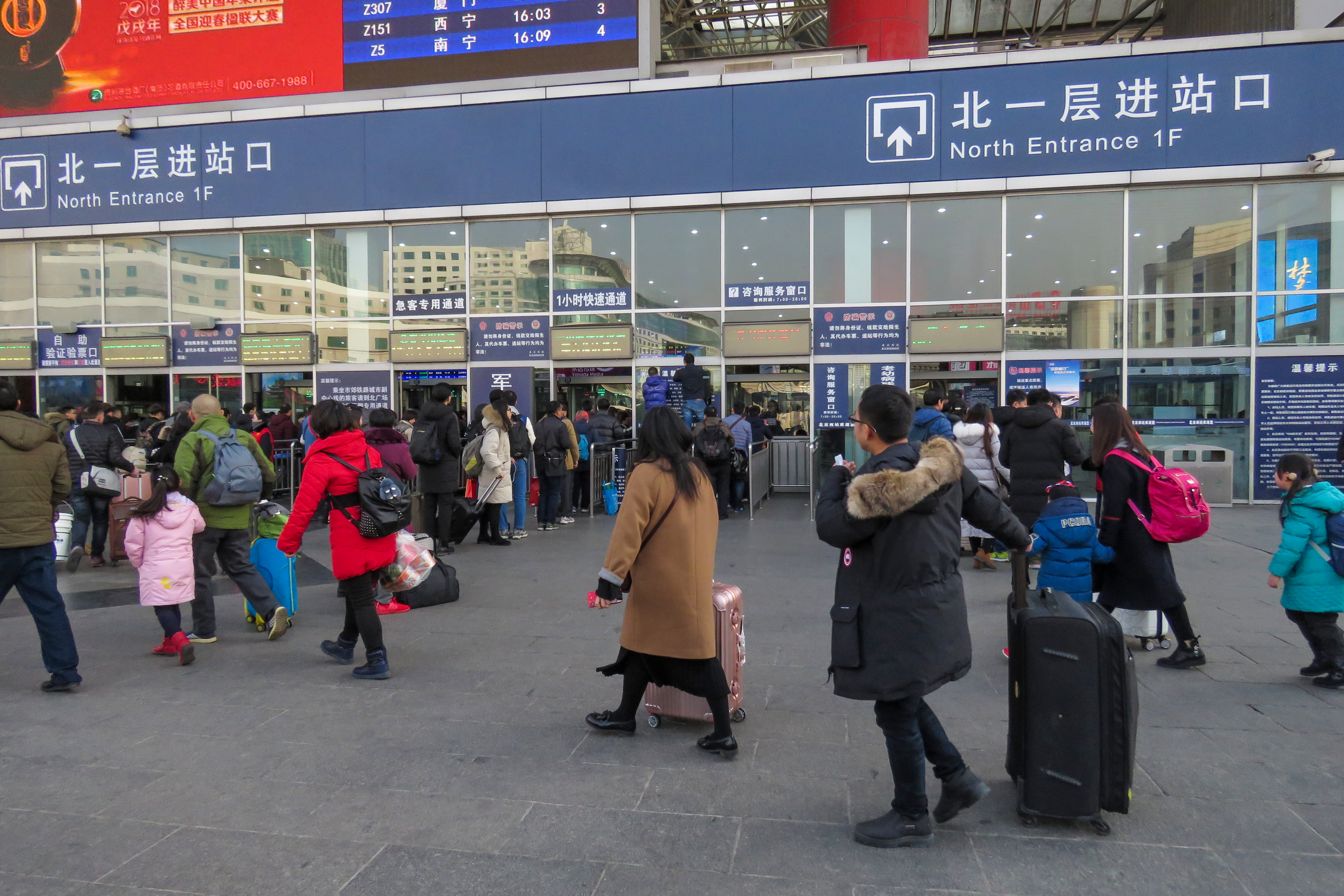
Reisende am Bahnhof Peking West zum Chunyun 2018.
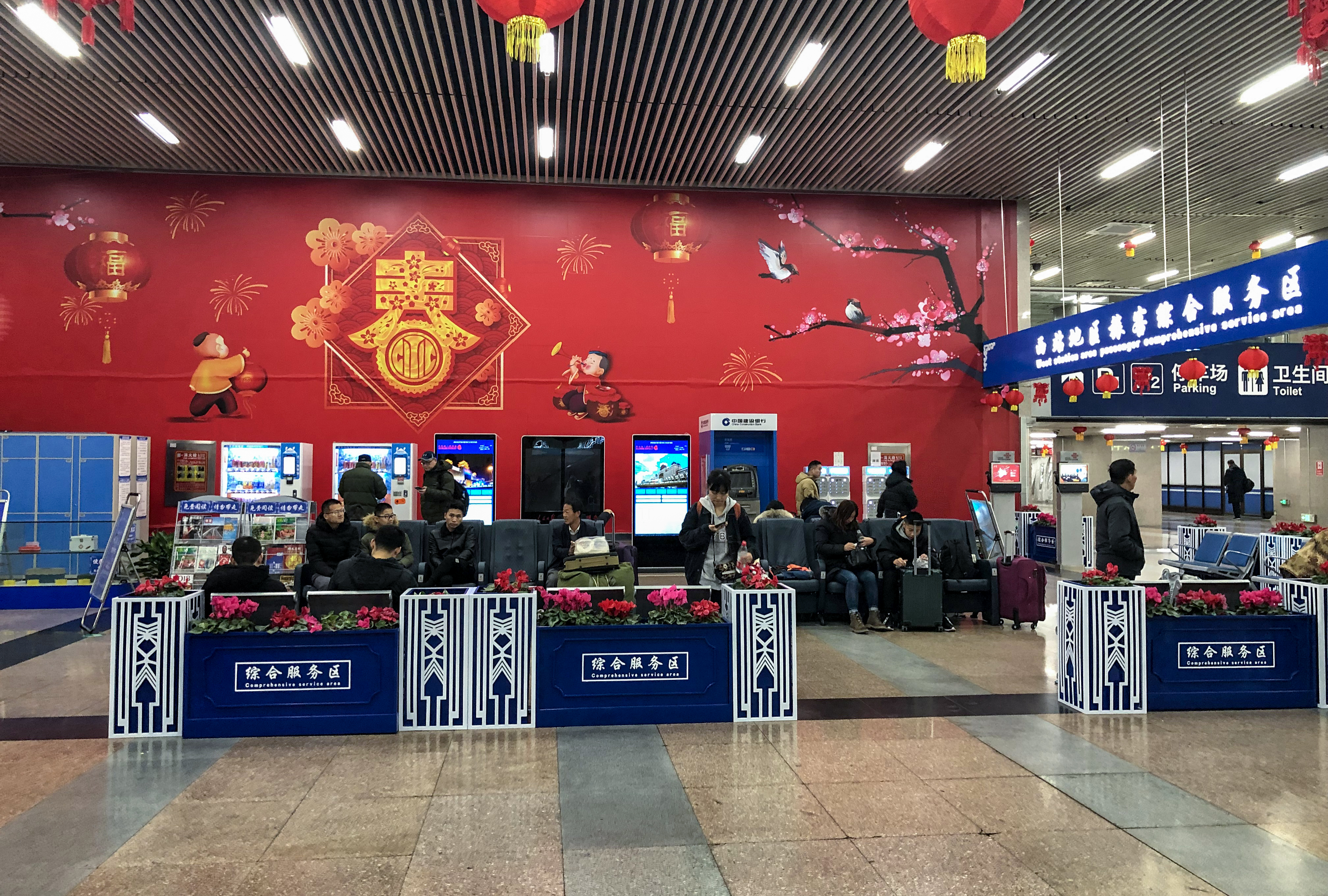
Neujahrsdeko (Frühlingsfest) im Beijing West, 2019